# 飯田敏光
飯田 敏光（いいだ としみつ、1950年9月6日 - ）は、静岡県駿東郡清水町出身の元プロ野球選手（投手）、元プロレスラー。

## 来歴・人物
清水町立清水中学校を卒業後、日本プロレス入りするが、短期間でレスラー廃業。
電業社機械製作所に入社し、軟式野球をしながら、三島市の軟式スポーツ大会でノーヒットノーランを達成する。西鉄ライオンズ、東映フライヤーズのテストを受けるも不合格だったが、大洋ホエールズのテストに合格し1972年にドラフト外で入団する。
もっぱら打撃投手どまりで、わずか2年で大洋ホエールズを自由契約となるが、江藤愼一が太平洋クラブライオンズの兼任監督となる事から、クセ球を買われ移籍。1975年のオープン戦には出場するも、一軍の試合には出場できず引退。

## 詳細情報

### 年度別投手成績
- 一軍公式戦出場なし

### 背番号
- 44 （1973年 - 1974年）
- 36 （1975年）